# Чосићи
Чосићи је насељено место у Босни и Херцеговини у општини Травник. Административно припада Федерацији Босне и Херцеговине, односно њеном Средњобосанском кантону. Према попису становништва из 2013. у насељу је било 451 становника, а већинску популацију чинили су Бошњаци.

## Становништво
По последњем службеном попису становништва из 2013. године у овом насељу живело је 451 становника, а село је било етнички хомогено са већинском бошњачком популацијом.
| Националност | 2013. | 1991.        | 1981.        | 1971.        |
| Бошњаци      | —     | 535 (78,33%) | 426 (66,36%) | 388 (75,19%) |
| Хрвати       | —     | 1 (0,15%)    | 0            | 1 (0,19%)    |
| Срби         | —     | 139 (20,35%) | 134 (20,87%) | 119 (23,06%) |
| Југословени  | —     | 6 (0,88%)    | 75 (11,68%)  | 1 (0,19%)    |
| Македонци    | —     | 0            | 2 (0,31%)    | 3 (0,58%)    |
| остали       | —     | 2 (0,29%)    | 5 (0,78%)    | 4 (0,77%)    |
| Укупно       | 451   | 683          | 642          | 516          |